# Ricardo Tanturi
Ricardo Tanturi (* 27. Januar 1905 in Buenos Aires; † 24. Januar 1973 ebenda), El caballero del tango, war ein argentinischer Tangopianist, Bandleader und Komponist.

## Leben
Tanturi hatte zunächst Violinunterricht bei Francisco Alessio, dem Onkel des Bandoneonisten Enrique Alessio. Sein Bruder Antonio Tanturi überzeugte ihn, die Violine aufzugeben und wurde sein Klavierlehrer. Ab 1924 trat er als Pianist in Clubs und bei Wohltätigkeitsveranstaltungen und mit seinem Bruder bei Radio Nacional (später Radio Belgrano) auf. Daneben absolvierte er erfolgreich ein Medizinstudium. An der Universität gründete er Studentenbands, u. a. eine Jazzband mit Sánchez Reinoso und Antonio Arciere und dem Sänger Juan Carlos Thorry.
1933 gründete er ein Sextett für Auftritte in Kinos und Theatern, das er nach einem Poloteam Los Indios nannte. Diesen Namen behielt er auch bei allen seinen nachfolgenden Formationen bei. Zur Eröffnung aller Vorstellungen spielten Los Indios den gleichnamigen Tango von Francisco Canaro, den sie jedoch nie aufnahmen. Seine ersten Aufnahmen entstanden 1937 beim Label Odeon. Es waren dies eine Instrumentalversion des Tangos Tierrita von Agustín Bardi und Carlos Vicente Geroni Flores’ Tango A la luz del candil mit einem Text von Julio Navarrine, der von Carlos Ortega gesungen wurde.
Seine größten Erfolge hatte Tanturi mit dem Sänger Alberto Castillo, mit dem er bis zur Trennung 1943 37 Titel aufnahm, darunter Noches de Colón, Moneda de cobre, Muñeca brava und Así se baila el tango. Castillos Nachfolger wurde der uruguayische Sänger Enrique Campos, mit dem weitere 51 Aufnahmen entstanden (u. a. Calor de hogar, Si se salva el pibe, El sueño del pibe). Weitere Sänger Tanturis waren u. a. Osvaldo Ribó (ab 1946), Roberto Videla, Juan Carlos Godoy und Elsa Rivas.

## Kompositionen
- Amigos presente (Text von Enrique Cadícamo)
- A otra cosa che pebeta (Text von Cadícamo)
- Pocas palabras (Text von Cadícamo)
- Sollozo de bandoneón (Text von Enrique Dizeo)
- Ese sos vos (Text von Francisco García Jiménez)
- Mozo guapo